# Beyond Good & Evil
Beyond Good & Evil è un videogioco action-adventure del 2003, sviluppato da Ubisoft Montréal e Ubisoft Milano e pubblicato da Ubisoft per PlayStation 2, Xbox, GameCube e Microsoft Windows. 
Michel Ancel, creatore della serie Rayman, aveva concepito il gioco come prima parte di una trilogia. Il gioco è stato sviluppato con il nome in codice "Project BG&E" da 30 impiegati delle divisioni di Ubisoft a Montpellier e Milano, il cui sviluppo si è protratto per più di tre anni. Uno degli obiettivi principali del gioco era creare una storia significativa e dare molta libertà ai giocatori, sebbene il gioco adotti una struttura piuttosto lineare. Il gioco ricevette un'accoglienza tiepida all'E3 2002, e portò gli sviluppatori a cambiare alcuni elementi del gioco, tra cui il design di Jade. Inoltre, Ancel tentò di snellire il gioco per renderlo più appetibile dal punto di vista commerciale.
Nonostante il gioco non abbia ottenuto un grande successo commerciale, è stato acclamato dalla critica specializzata, tanto che nel 2004 entrò tra i finalisti ai Game Developers Choice Awards per il miglior titolo dell'anno.
Nella primavera del 2011 ne è stata realizzata una versione in HD per PlayStation 3 e Xbox 360. In occasione del ventesimo anniversario del gioco, una seconda versione ad alta definizione con vari aggiunte extra è uscita il 25 giugno 2024 per Nintendo Switch, PlayStation 4, PlayStation 5, Xbox One, Xbox Series X e Microsoft Windows.

## Trama

### Antefatto
La storia è ambientata nel 2435 sul pianeta immaginario di Hyllis, situato in un sistema stellare periferico chiamato "4" e con una sola luna, Selene, la cui principale fonte di sopravvivenza è la sua industria mineraria.
Da parecchi anni, questo mondo è preda delle devastanti razzie di una potente e misteriosa razza aliena, i DomZ. Queste creature, dedite alla pratica di strani culti necromantici ed esoterici, pare abbiano come obiettivo la raccolta dello Psico-Karma, una particolare fonte di energia spirituale insita negli esseri umani, in grado di prolungare la loro stessa vita, motivo per cui tutti gli hylliani sono adesso finiti nelle loro mire; ogni quattordici ore, infatti, i DomZ lanciano dallo spazio delle capsule, dette Meteore, contenenti creature che hanno l'ordine di catturarne gli abitanti indifesi, ad alcuni dei quali vengono iniettate delle spore dagli alieni per farne degli schiavi.
Il governo hylliano non ha potuto nulla contro tale minaccia, ragion per cui si è affidato alle Squadre Alfa, una poderosa armata mercenaria interplanetaria in possesso di armamenti e dispositivi di difesa avanzatissimi, in grado di fronteggiare le frequenti incursioni dei DomZ (tra questi, per esempio, vi è un sofisticato sistema di barriere energetiche in grado di difendere la popolazione dai temibili attacchi delle creature), che col passar del tempo ha poi finito per inglobare nel proprio effettivo le stesse forze armate del pianeta e, data dunque la sempre più attanagliante dipendenza del governo hillyano nei loro confronti, a conseguire persino il controllo dei suoi maggiori decisori politici.
Benché i mezzi d'informazione li presentino dunque come degli eroi e dei combattenti impavidi per la libertà di Hyllis, e siano quindi tenuti in grandissima considerazione presso la popolazione, non sono comunque poche le ombre che circondano questi misteriosi mercenari che, a dispetto della loro ormai lunga e massiccia presenza sul pianeta, pare non siano stati poi del tutto capaci di porre un freno ai continui rapimenti da parte dei DomZ. Il capo supremo delle Squadre Alfa, il Generale Kehk, imbastisce spesso dei discorsi di propaganda con lo scopo d'incitare gli hylliani ad arruolarsi nelle file degli Alfa e in cui addossa la colpa delle difese malriuscite alla Rete Iris, una fantomatica organizzazione clandestina votatasi, a suo dire, all'abbattimento delle Squadre Alfa e perciò rei d'aiutare i DomZ.

### Trama
Jade è una ventenne che vive in un vecchio faro, in un anonimo arcipelago di Hillys, con lo zio adottivo Pey'j. Insieme gestiscono un orfanotrofio per i bambini i cui genitori sono stati catturati dai DomZ, che finanziano con i proventi della loro agenzia investigativa, la Jade Reporting & Co.
Un giorno, mentre Jade sta meditando, i DomZ attaccano il faro e la ragazza, così, corre ad attivare gli scudi d'energia, ma l'Optima Service, per via del loro conto in negativo, taglia la corrente proprio durante l'attacco, permettendo dunque alle Meteore di penetrare le difese e di schiantarsi sull'isola del faro. Jade combatte contro i DomZ per liberare i bambini prontamente acciuffati dalle creature ma, una volta abbattuti i DomZ e liberati gli orfani, Jade viene catturata dai tentacoli di una sfera DomZ, che le mostra una visione dell'Oracolo DomZ, per poi farle perdere i sensi. 
In quel momento, però, Pey'j arriva in suo aiuto e, dopo averla liberata, sconfiggono insieme la creatura, che rilascia una Perla d'Aramis, un oggetto dalle caratteristiche misteriose. Proprio in quel momento arrivano le Squadre Alfa che dichiarano la zona sicura e li incitano a uscire dal fosso creato dalla sfera dei Domz; non appena riemergono in superficie, Jade e Pey'j vengono intervistati dalla TV: Pey'j fa una sfuriata per il "tempismo" e fa tagliare l'intervista, così le Squadre Alfa lasciano il posto. Pochi secondi dopo, però, Jade perde conoscenza per l'infezione contratta nella colluttazione precedente, che viene curata grazie al siero e, diverse ore dopo, Jade si risveglia.
Ora sveglia, Jade deve far fronte al problema della corrente, quindi l'intelligenza artificiale Secundo propone alla ragazza di fare qualche foto per il centro scientifico di Hyllis, impegnato in una dettagliata catalogazione di tutte le specie di animali del pianeta, per pagare le bollette. Così, una volta fatte le foto e pagati i conti, lo scudo si riattiva, allontanando i predatori. Pey'j informa Jade che c'è una nuova missione per la sua agenzia investigativa, così vanno nell'officina di Pey'j per leggere l'M-Disk arrivato.
Nell'M-Disk, un uomo di nome Hanh dice di rappresentare il suo principale, il signor De Castillac, che dice di essere al corrente della presenza dei DomZ sul pianeta e che le Squadre Alfa non fanno affatto il loro dovere, ma per dimostrarlo al mondo ha bisogno di prove, quindi chiede di fare delle foto a dei DomZ che vivono in una miniera abbandonata situata sull'Isola Nera in cambio di una generosa ricompensa. Pey'j, seppur riluttante all'inizio, decide di aiutare Jade nella sua impresa. Le creature si rivelano, però, le antenne di un'enorme creatura DomZ. Sconfitto il mostro, Hanh si rivela a Jade e a suo zio come un agente della Rete IRIS e che l'incarico era una prova per testare le capacità di Jade.
Jade viene così reclutata dalla resistenza, la quale ritiene che le Squadre Alfa siano responsabili delle sparizioni di molti hylliani in tutto il pianeta. Il primo obiettivo delle indagini di Jade (che adotta il nome in codice "Shauni" come agente della Rete IRIS) è la fabbrica di Nutripillole gestita dalle Squadre Alfa. Una volta lì, scopre le prove di un traffico di esseri umani orchestrato dai DomZ con l'autorizzazione delle Squadre Alfa. Strada facendo, salva Doppia H, il miglior agente della resistenza, che era stato rapito e torturato dai DomZ. Pey'j viene poi catturato dalle Squadre Alfa e portato ai vecchi mattatoi, dove lui e le altre vittime rapite vengono portati a una base sulla luna di Hillys. È in questo frangente, inoltre, che Jade scopre che suo zio era, in realtà, il capo della Rete IRIS.
Jade scopre che le Squadre Alfa sono sotto il controllo dei DomZ. Usando il Beluga, la nave che Pey'j ha usato per raggiungere Hyllis, Jade e Doppia H arrivano alla base lunare dei DomZ. Lì, Jade trova Pey'j morto dopo essere stato sottoposto a settimane di tortura, ma uno strano potere dentro di lei lo riporta in vita. Dopo aver salvato Pey'j, distrutto la nave di comando del Generale Kehck, trasmesso il suo ultimo servizio e scatenato una rivolta contro le Squadre Alfa, Jade affronta il Gran sacerdote DomZ. Scopre così che la sua forma umana è un contenitore in cui si nasconde un potere che era stato rubato ai DomZ secoli fa allo scopo di far morire di fame il Gran sacerdote, poiché deve nutrirsi di energia spirituale; così, per salvarsi, si è alimentato delle anime degli hylliani rapiti. Il Gran sacerdote cattura Pey'j e Doppia H per costringere Jade ad arrendersi a lui, ma la protagonista, usando l'energia che le è stata rubata, riesce a distruggere il leader dei DomZ, perdendo quasi il controllo della sua anima, e a salvare tutti coloro che erano stati rapiti. 
In una scena dopo i titoli di coda, Pey'j vede una spora dei DomZ crescergli su una mano.

## Modalità di gioco
Le due caratteristiche principali del gameplay di Beyond Good and Evil sono la semplicità con cui si svolgono le varie azioni e i numerosi approcci di gioco che l'avventura presenta. il giocatore muove Jade, la quale può spostarsi nell'ambiente correndo, saltando e accovacciandosi. L'ambiente stesso si presenta esplorabile in gran parte in diverse sezioni a bordo di veicoli diversi, interagendo con persone e oggetti per procedere nella storia. Un altro elemento fondamentale del gioco è la macchina fotografica, indispensabile per procedere oltre. 

### Combattimento
I combattimenti verranno affrontati con due armi: il Daï-jo, un'asta energetica, e il lancia GyroDisk, un potenziamento per la macchina fotografica che può sparare dei dischi di energia. Le azioni come saltare, sfoderare il Daï-jo e aggrapparsi alle sporgenze vengono compiute automaticamente, mentre quelle come attaccare, parlare e usare, vengono attivate da un unico tasto principale. I combattimenti presentano, come alternativa al semplice attacco principale, solo un super-attacco (effettuabile premendo continuamente il tasto principale) e lo schivare i nemici.
Durante questa fase saranno utili:
- Starkos: cibo rivitalizzante, ripristina una parte dell'energia
- Scatola di K-Bup: una delle tante varianti delle Nutripillole, ripristinano completamente l'energia.
- PA-1: una pillola che aumenta la quantità di energia sulla quale Jade potrà contare, ma può anche essere data all'alleato.
- Attacco potenziato: un potenziamento per il Daï-jo per eseguire un super-attacco più potente e provvisto di attacchi dall'alto.

### Hovercraft
Per spostarsi tra le varie zone di Hyllis, i protagonisti potranno usare un hovercraft, una particolare imbarcazione a impulsi. L'hovercraft è provvisto di laser, in caso di bombardamenti dei DomZ. Con esso si potrà partecipare anche a delle gare clandestine per ottenere del denaro e, in caso di vittoria, si riceveranno anche delle Perle d'Aramis, che possono essere scambiate al Garage Mammago per ottenere nuovi componenti per il veicolo:
- Motore Velocraft: versione potenziata del motore dell'hovercraft, permette al veicolo di muoversi più rapidamente e di usare dei turbo
- Neutralizzatore: potenziamento dei laser dell'hovercraft, permette di agganciare fino a tre bersagli e di colpirli con dei missili
- Kit da salto: permette all'hovercraft di spiccare balzi e raggiungere aree prima inaccessibili

Mentre Jade sarà a bordo del veicolo potrà usare:
- P.O.D.: un minirobot riparatore che ripristinerà parte dell'energia
- Set di P.O.D.: un gruppo di minirobot che ripareranno completamente il veicolo
- Capsula Turbo: strumento per triplicare momentaneamente la velocità
- Meca-impulsore: potenziament per aumentare l'energia dell'hovercraft

### Astronave
Nella seconda parte del gioco, l'astronave Beluga, una volta riparata con l'aggiunta di due stabilizzatori di volo, potrà essere usata per sorvolare Hyllis, rendendo i viaggi più brevi e permettendo di raggiungere aree normalmente inaccessibili. Viene usata anche nell'ultima parte del gioco per raggiungere la base principale dei DomZ sulla luna di Hyllis, richiedendo un motore stellare per poter andare nello spazio. L'hovercraft si può attaccare e staccare dalla nave per poter liberamente passare da un veicolo all'altro. Comunque, non è possibile usare l'astronave per avventurarsi troppo lontano da Hyllis, in quanto delle torrette si alzeranno dall'oceano sparando all'astronave, forzandola a cambiare rotta.

### Stealth
Mentre ci si introduce in una struttura militare, Jade assumerà una posa più marcata e dovrà muoversi di nascosto senza essere scoperta, dando inizio a una delle varie sezioni stealth presenti nel gioco. Le squadre Alfa sono famose per possedere le armature più robuste (anche se dipendono da una fragile sacca di gas) e i macchinari più micidiali; sarebbe quindi un male se Jade venisse scoperta. Questo stile di gioco è mutuato direttamente da giochi come Dark Project: L'ombra del ladro (Thief) o Splinter Cell, che costituiscono le pietre miliari del genere. Durante queste fasi Jade dovrà fare uso della sua macchina fotografica per raccogliere prove sulle malefatte delle Squadre Alfa e mostrare al mondo la verità.

### Animali
Le ultime scoperte degli scienziati dimostrano che le creature DomZ stanno interferendo con il normale sviluppo delle specie viventi di Hyllis. Il centro scientifico ha proposto a tutti i fotografi sparsi sul pianeta di fotografare qualsiasi animale trovino e di spedirglieli in cambio di Unità. È grazie a questo incarico se Jade sta riuscendo a riprendersi dalla situazione di semi-povertà in cui si trovava.

### Co-protagonisti
Durante il gioco, Jade potrà contare sull'aiuto di due validi assistenti:
- Pey'j: è un Sus Sapiens, cioè un ibrido suino-umano, nonché suo zio adottivo. È in grado di riparare qualsiasi attrezzatura meccanica o elettronica. Può attaccare con uno strumento multifunzionale che può assumere l'aspetto di una cesoia, di una pinza o di un coltello. Sempre con tale strumento può compiere le sue riparazioni o eseguire un attacco con i suoi stivali-jet, con cui scatena un'onda d'urto che fa saltare in aria i nemici e li rende più vulnerabili.
- Doppia H: è un membro della Rete IRIS, nonché ex-sergente dell'Esercito Regolare di Hyllis e grande zelota del manuale militare Carlson & Peeters. Può sfondare qualsiasi cosa con il suo attacco Bull Rush e gode di una maggiore capacità di difesa rispetto a Pey'j e a Jade, anche se ciò va a discapito della sua velocità d'azione.

## Accoglienza
Il titolo è stato un flop commerciale. In un'intervista a Game Informer nel 2011, il creatore Michel Ancel ha attribuito le scarse vendite alla troppa competizione di altri titoli importanti nel periodo di pubblicazione.

## Seguito

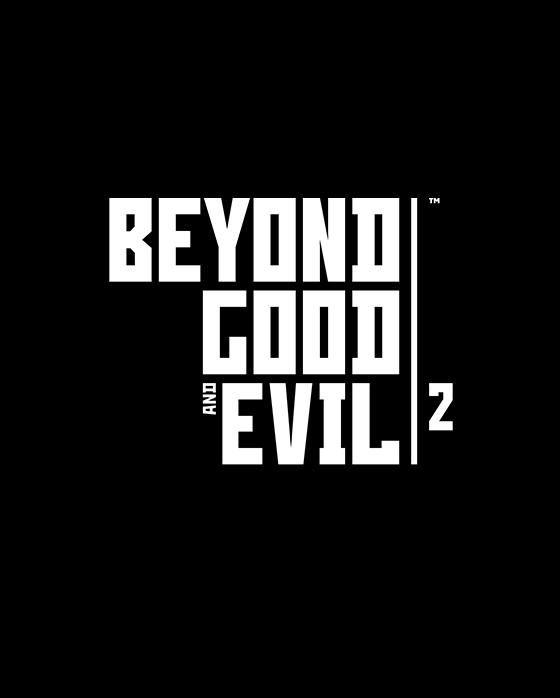
Logo di Beyond Good & Evil 2 sul sito ufficiale.

Beyond Good & Evil, pubblicato nel 2003, ricevette ampi consensi dalla critica, ma non ottenne il successo commerciale sperato, risultando un fallimento al momento della sua uscita. Michel Ancel, il direttore del gioco, spiegò che, mentre creava l'universo del titolo, si rese conto che questo fosse molto più ampio di quanto fosse possibile includere in un singolo capitolo, e che originariamente si trattava del primo di una trilogia. Tuttavia, a causa delle scarse vendite, Ubisoft si mostrò inizialmente riluttante a investire in un eventuale seguito, congelando qualsiasi progetto relativo a una serie basata su Beyond Good & Evil.
Nel 2007, le voci su un possibile seguito ricominciarono a circolare, quando Ancel dichiarò in un'intervista a Nintendo Power di essere al lavoro su un nuovo progetto personale e che non aveva rinunciato all'idea di vedere Jade, protagonista del primo gioco, tornare come protagonista in un futuro titolo. Nel maggio 2008, Ancel confermò che il sequel di Beyond Good & Evil era entrato in fase di pre-produzione, sebbene dovesse ancora essere approvato ufficialmente da Ubisoft.
Ubisoft annunciò ufficialmente la produzione del seguito durante gli Ubidays 2008, un evento organizzato al Louvre di Parigi il 28 maggio 2008, durante il quale furono presentati un teaser trailer e alcune immagini promozionali. Nonostante la produzione fosse ancora nelle fasi iniziali, senza dettagli concreti riguardo a possibili modifiche al gameplay o allo stile del gioco rispetto al capitolo precedente, fu confermata la partecipazione di Michel Ancel e di Christophe Héral, compositore della colonna sonora.
Nel 2011, Ancel dichiarò che il gioco non sarebbe stato realizzato per le console della generazione in corso, precisando che l'obiettivo era sviluppare un titolo tecnicamente avanzato, pensato per le piattaforme di nuova generazione. Nonostante alcuni ritardi, Ubisoft confermò che il progetto era ancora in fase di sviluppo.
Durante la conferenza Ubisoft all'E3 2017, fu mostrato un nuovo trailer che portò a un cambiamento significativo: il gioco non sarebbe stato più un seguito, ma un prequel ambientato prima degli eventi del primo capitolo. Ancel spiegò che i trailer precedenti erano stati realizzati con l'idea iniziale di sviluppare un sequel narrativo, ma che durante il processo di sviluppo si decise di trasformarlo in un prequel.
Inoltre, Beyond Good & Evil 2 ricevette una candidatura come "Gioco più atteso" ai Golden Joystick Awards del 17 novembre 2017.
Nel 2020, Ancel lasciò Ubisoft, riducendo il suo coinvolgimento nel progetto, ma rassicurò che il team di sviluppo stava comunque proseguendo il lavoro. Tuttavia, nel 2023, il progetto subì una grave perdita con la morte improvvisa del direttore creativo Emile Morel, all'età di 40 anni.

## Altri media
Il 1 agosto 2020, Netflix ha rivelato che è in progetto un film live action basato sul videogioco. Sarà diretto da Rob Letterman, regista di Pokémon: Detective Pikachu.
Jade e Pey'j appaiono nella serie animata di Netfix del 2023 Captain Laserhawk: A Blood Dragon Remix, doppiati rispettivamente da Courtney Mae-Briggs e Glenn Wrage. Nella serie sono raffigurati come ribelli prigionieri e interessi amorosi, reclutati in una squadra guidata dal personaggio omonimo.